# Muñequitas porteñas
Muñequitas porteñas (o Muñequita porteña) es una película argentina dirigida por José Agustín Ferreyra sobre su propio guion que se estrenó el 7 de agosto de 1931 y que tuvo como protagonistas a María Turgenova y Floren Delbene. El sonido era sincronizado con el sistema Vitaphone. Se trató del primer largometraje hablado del cine argentino.
La película se encuentra parcialmente perdida, ya que sólo se conservan cinco de los ocho actos en nitrato y los discos Vitaphone que contenían el sonido se consideran perdidos, por lo que, actualmente, es una película muda. Fue restaurada y reestrenada en 2017 en la 19° edición del BAFICI.

## Sinopsis
Una muchacha a quien a veces maltrata su padre, deja su hogar y abandona a su novio, seducida por un aventurero que la inicia como cancionista de tango. El padre es encarcelado luego de disparar contra el seductor y ella trata de suicidarse pero su antiguo novio la salva, iniciando un camino más venturoso.

## Reparto
- Antonio Ber Ciani	... 	Rodolfo
- María Turgenova	... 	María Esther
- Mario Soffici	... 	Don Antonio
- Floren Delbene	... 	Alberto
- Arturo Forte	... 	Héctor Laborda
- Dionisio Giácomo	... 	Marinero
- Laura Montiel	... 	Adela
- Serafín Paoli	... 	Don Nicola
- Edel Randon	... 	Blanca
- Rivela Toñetti	... 	Margot
- Julio Bunge	... 	Peluquero

## Producción

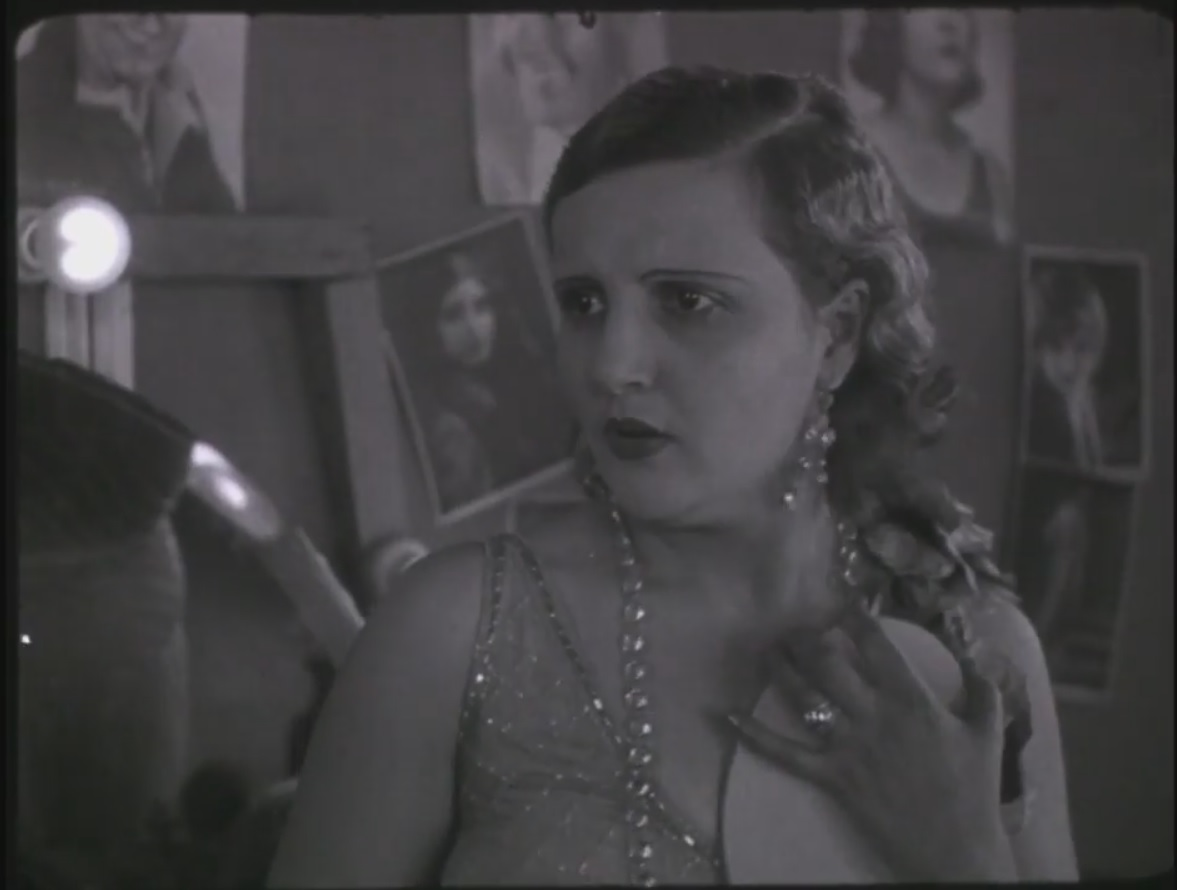
María Turgenova en Muñequita porteña

Para la película, la Sociedad Impresora de Discos Electrofónicos (SIDE) de Alfredo Murúa había desarrollado un sistema para dotar de sonido al primigenio cine argentino similar al Vitaphone de discos sincronizados que con éxito se empleaba en Estados Unidos desde mediados de la década del 20, y que tuvo en Al Jolson y El cantor de jazz una referencia convertida en clásico.
A diferencia del sistema Movietone que se impondría a nivel mundial y donde la banda sonora era impresa en la misma película -y que fue la utilizada en Tango! y Los tres berretines en 1933, inaugurando oficialmente el período sonoro del cine argentino-, el Vitaphone requería de muchos discos que el proyectorista debía ir cambiando con mucha velocidad, precisión y delicadeza, ya que se trataban de frágiles discos de pasta.

## Restauración

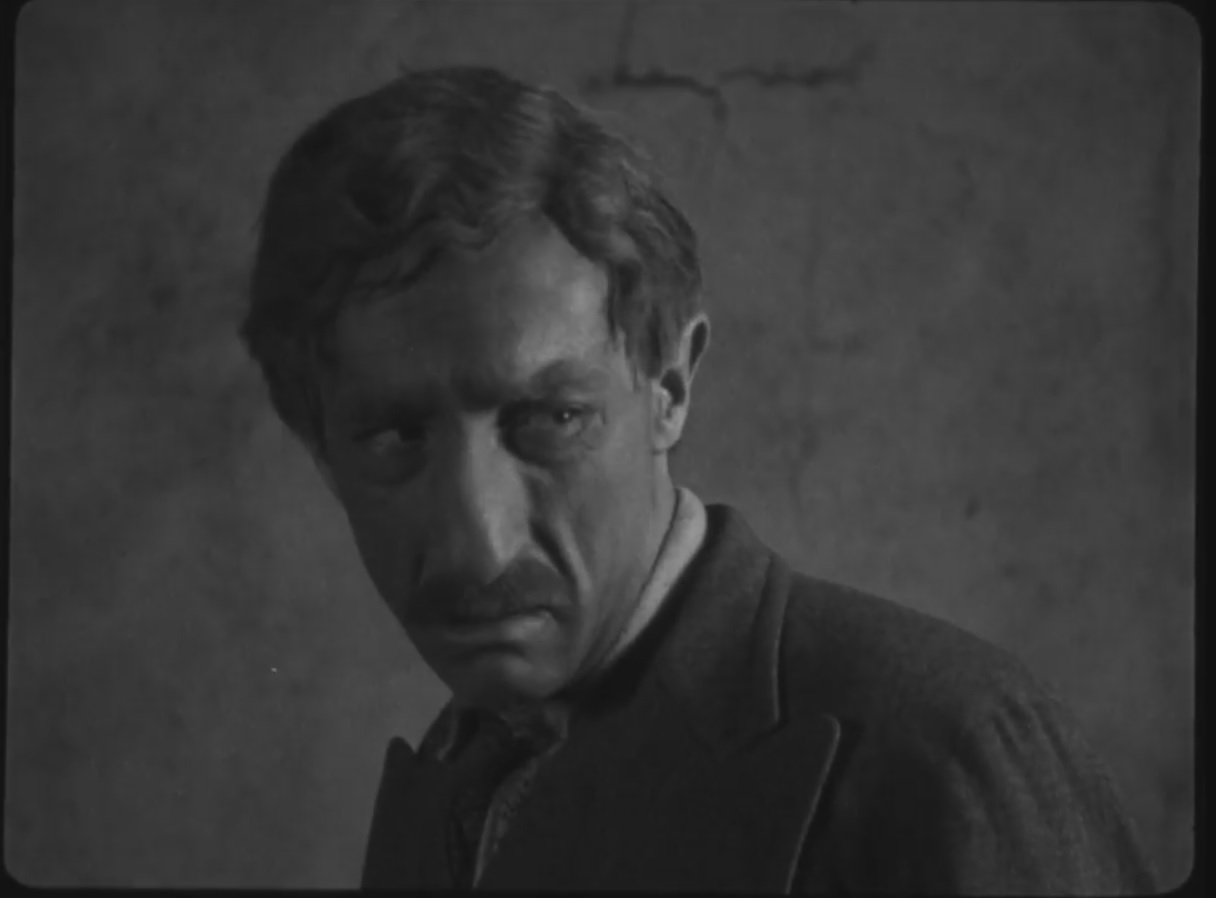
Mario Soffici en Muñequita Porteña

En el caso de Muñequita porteña, los discos Vitaphone se perdieron, con lo cual también se perdió el hilo argumental de los diálogos sostenidos por sus intérpretes. Dicha pérdida, sumada a la inexistencia del guion impreso, impidieron realizar una reconstrucción convencional. De los ocho actos que en 1931 integraban el largometraje original de Muñequita porteña, cinco de ellos se preservaron en inflamable nitrato hasta la actualidad más uno, el primero, que consiguió rescatarse de un video VHS. Un par de fotografías conservadas en el Museo del Cine y un texto explicativo suplieron las partes más importantes de los veinticinco minutos faltantes.
La directora del Museo del Cine, Paula Félix Didier, tuvo la idea de convocar a los dramaturgos Santiago Loza y Ariel Gurevich para reimaginar la historia que se intuye en la pantalla. Las voces de un elenco encabezado por Bléfari y Drolas fueron utilizadas en vivo junto con la elaboración sonora compuesta por Fernando Kabusacki y Matías Mango.
La presentación estuvo a cargo de Javier Porta Fouz, director artístico del BAFICI, Paula Félix-Didier y Andrés Levinson, investigador del área de Cineteca, y la grabación es de Germán Monti (soporte analógico en Cineteca).

## Comentario
Escribió Jorge Miguel Couselo:

...era una película enteramente sonora pero Ferreyra cuidó de que no fuera abusivamente sonora. De no abusar de diálogos, de música, de ruidos...Toda la primera parte, de filmación callejera, cautiva por su frescura, por su contagiosa raigambre porteña, hasta por sus alardes de montaje, con el tranvía que lleva a la pareja fundido en las calles céntricas, en los kioskos, los negocios, los carteles, los vehículos, los tipos populares...Esa extraordinaria ráfaga de poesía cotidiana no se corresponde a un argumento que en los vericuetos del diálogo oral pierde las virtudes repentistas que a Ferreyra singularizaron en las imágenes mudas...La trama fue llevada con calidez y fluidez narrativa y los toques de comicidad dosificados con sentido del espectáculo...Hacia el final, cuando el melodrama adquiere sus tonalidades más indisimulables, la resolución semidocumental, con abigarradas notas ribereñas, retrotrae al encanto inicial y rescata al film en su virtud mayor: la visión de Buenos Aires...En lo que a captación de la realidad, percepción de lo inmediato, Ferreyra se anticipa -cámara en mano o como sea- en mucho tiempo al cine de la última postguerra, desde el neorrealismo italiano a la nouvelle vague francesa".